# Мороні (аеропорт)
Міжнародний аеропорт «Мороні» імені Принца Саїда Ібрагіма (IATA: HAH, ICAO: FMCH) — міжнародний аеропорт, що обслуговує столицю Коморських островів — Мороні. Це найзавантаженіший аеропорт Коморів. Названий на честь принца Саїда Ібрагіма. Він розташований на північ від села Хахая.